# Maltipoo
Maltipoo – hybryda, która powstała ze skrzyżowania dwóch popularnych ras, maltańczyka i pudla.

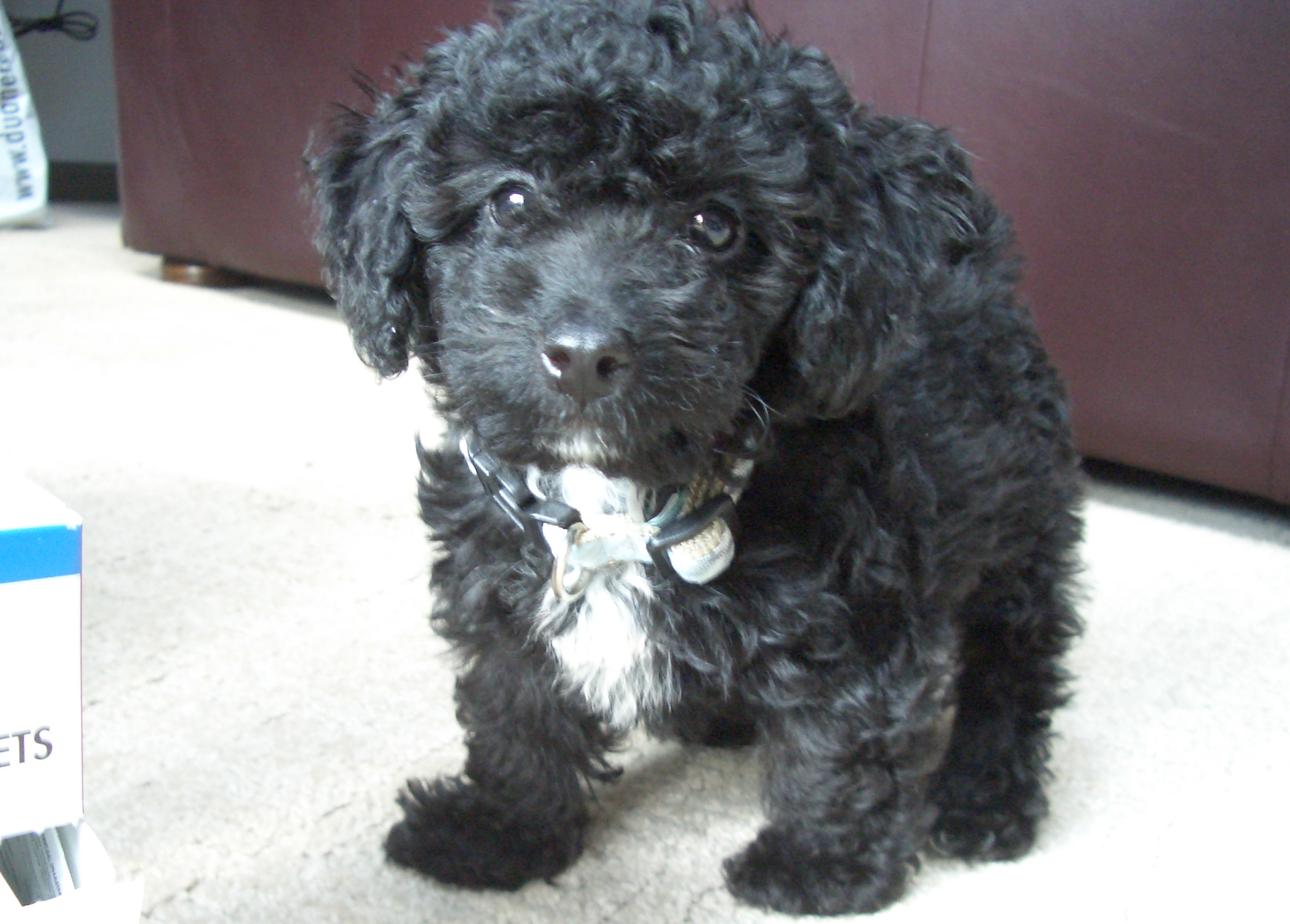
Maltipoo o umaszczeniu czarnym

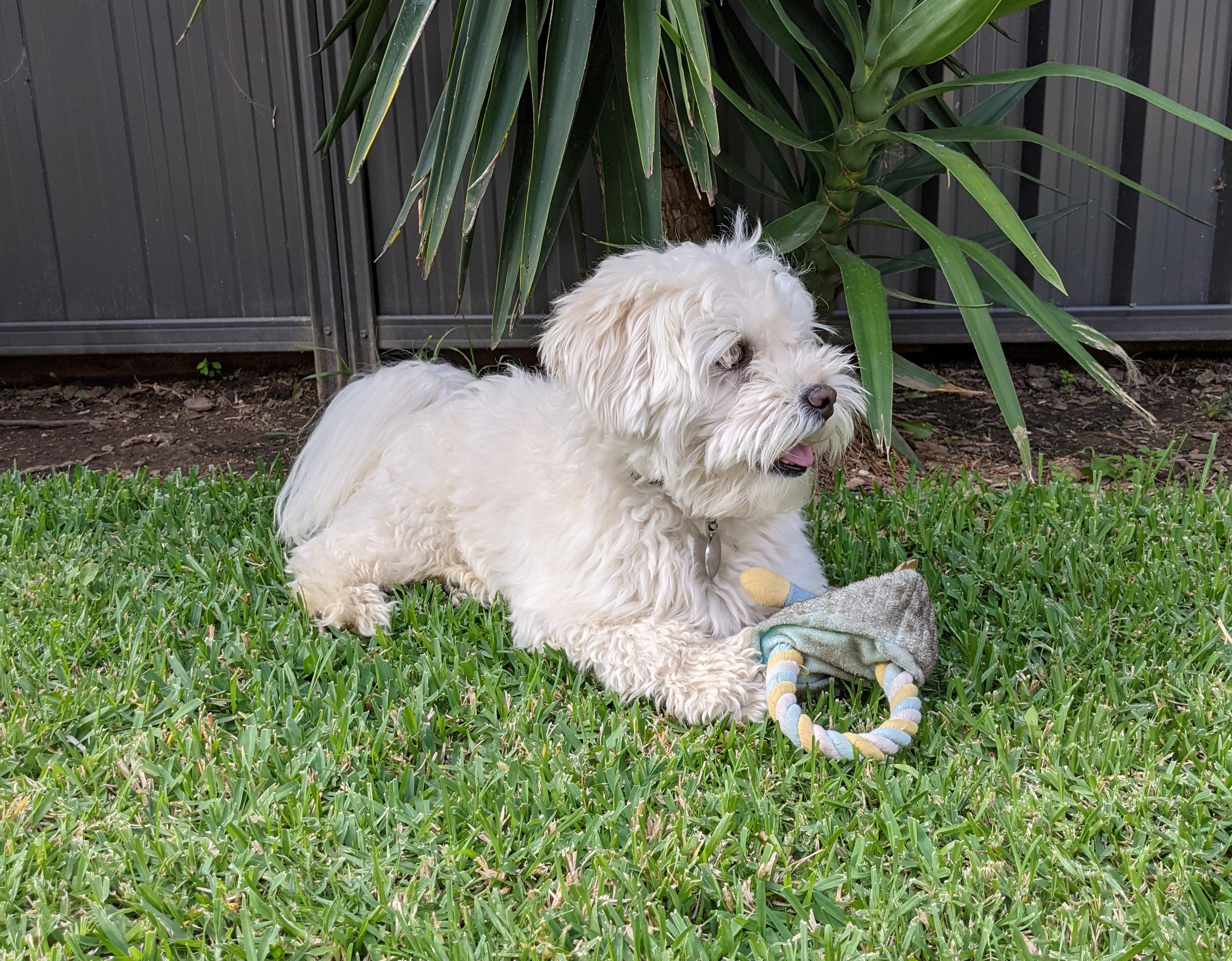
Maltipoo o umaszczeniu białym

## Pochodzenie i historia
Historia maltipoo została zapoczątkowana w Stanach Zjednoczonych pod koniec XX wieku. Pomysł skrzyżowania maltańczyka oraz pudla pojawił się w latach 70. XX wieku, kiedy to właściciele tych dwóch ras zaczęli ich łączyć w celu uzyskania nowej rasy.Hodowcy tworząc tę rasę, kierowali się myślą o stworzeniu psa o małych rozmiarach, który łatwo przystosuje się do miejskich warunków, który będzie gubił małe ilości sierści, i jednocześnie będzie hipoalergiczny. Maltipoo nie jest uznawane za rasę przez ZKWP ani inną międzynarodową organizację kynologiczną taką jak FCI. Jest to hybryda, która nie posiada powtarzalności, która uniemożliwia stworzenie wzorca rasy. Psy te zostały nazwane psami designerskimi, czyli takimi które zostały celowo skrzyżowane, oraz które wpasują się w potrzeby dzisiejszych rodzin.

## Nazwa rasy
Maltipoo pochodzi od połączenia nazwy tych dwóch ras z których ona powstała - maltańczyka ( ang. Maltese) i pudla (ang. Poodle).

## Wygląd
Budowa ciała
- psy małej wielkości o zwartej i proporcjonalnej budowie ciała
- kończyny krótkie
- ich waga mieści się w granicy 2-7 kg

Głowa
- głowa ma kształt okrągły z delikatnie zaokrągloną czaszką
- pysk jest dość krótki
- uszy małe, zwisające, pokryte długą sierścią
- duże oczy

Sierść
- długa
- gęsta
- kręcona lub falowana
- miękka w dotyku
- brak podszertka

Umaszczenie

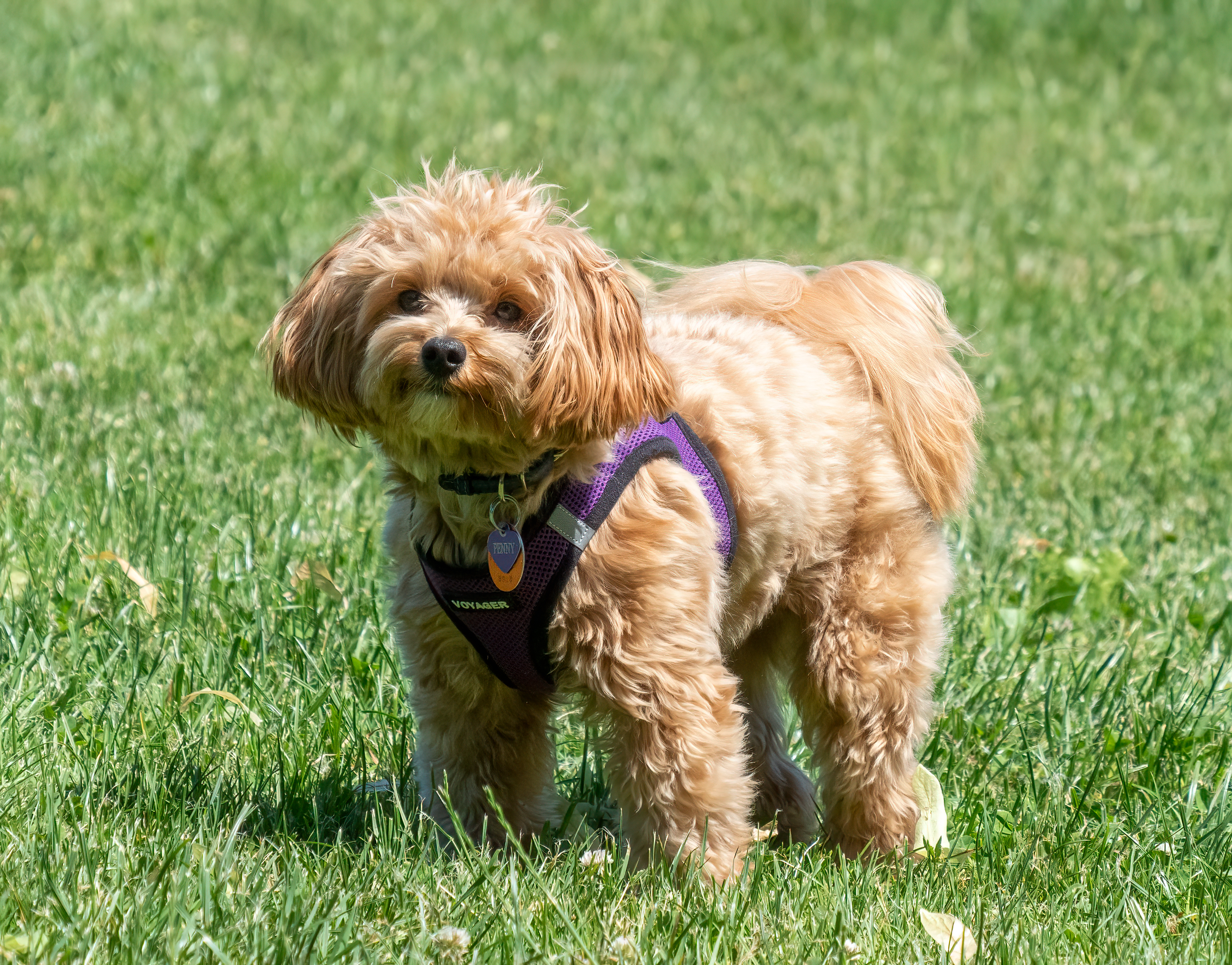
Maltipoo o umaszczeniu morelowym

Najbardziej popularne umaszczenia to:

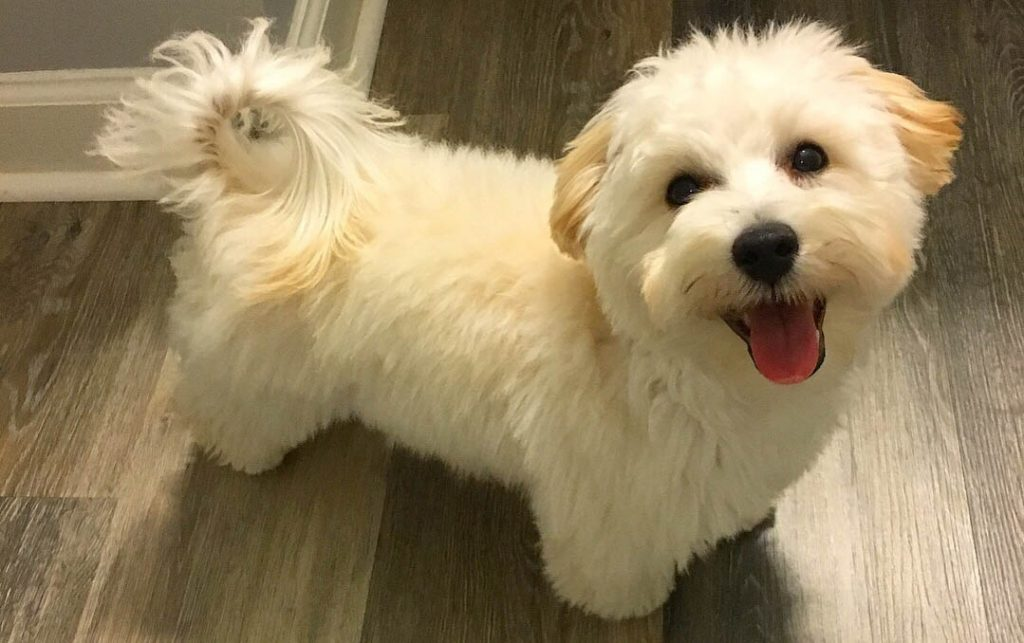
Maltipoo o umaszczeniu kremowym

- czarne
- białe
- morelowe
- kremowe
- szare
- brązowe

Ogon
- puszysty
- średniej długości
- najczęściej uniesiony ku górze[2].

## Zdrowie
Maltipoo uważane jest za rasę, o dobrej kondycji zdrowotnej. Żyją średnio 12-15 lat. Psy te są nową rasą, lecz nie są pozbawione chorób genetycznych. Większość tych chorób pochodzi od ras macierzystych, z których rasa ta powstała.
Najczęstsze choroby:
- wypadanie rzepek

- alergia
- choroba Cushinga
- zapadanie tchawicy
- postępujący zanik siatkówki
- padaczka
- niedoczynność tarczycy
- nadwaga, otyłość

## Pielęgnacja
Maltańczyk i pudel nie należą do ras u których występuje sezonowa wymiana sierści. Dzięki skrzyżowaniu oby tych ras, maltipoo charakteryzuje się mało   liniejącą sierścią o puszystym, miękkim i wełnistym wyglądzie. Brak podszerstka sprawia, że są one mniej odporne na trudne warunki pogodowe. Sierść tej rasy ma predyspozycje do powstania kołtunów, dlatego też psy te wymagają częstego wyczesywania. Wymagają również pielęgnacji uszu, aby nie były one zanieczyszczone, oraz regularnego przycinania pazurów.

## Zachowanie i charakter
Maltipoo to psy zabawne i towarzyskie. Lubią przebywać blisko człowieka oraz być w centrum uwagi. Są to psy spokojne z łagodnym temperamentem. Przyjaźnie nastawione do innych zwierząt i człowieka. Psy tej rasy są inteligentne, szybko uczą się nowych sztuczek, i mają zrównoważony charakter. Maltipoo to psy energiczne, skore do zabawy oraz lubiące prace z człowiekiem. Z powodu maltańskich genów, mają niewielkie skłonności do szczekania.

## Użytkowość
Maltipoo jest rasą powstałą ze skrzyżowania maltańczyka i pudla. Obie te rasy są zalecane dla osób które mają uczulenie na sierść psa, ponieważ charakteryzują się niższym poziomem alergenów, oraz wydzielają mniej substancji uczulających takich jak naskórek czy ślina. Dlatego też, maltipoo uznawane jest za rasę hipoalergiczną.

## Popularność
Maltipoo, poza Stanami zyskały również popularność w Kanadzie i wielu innych krajach w Europie. Szybko stały się rozpoznawalne szczególnie w wśród celebrytów.

## Hodowla maltipoo w Polsce
W Polsce istnieje kilkanaście hodowli maltipoo zarejestrowanych w różnych stowarzyszeniach. Żadna z tych hodowli nie jest uznana przez FCI. Najczęściej w takich hodowlach utrzymywany jest jeden samiec Pudla, oraz kilka suczek maltańczyka. Część hodowców decyduje się również na zakup innych suczek małych ras, co pozwala im na oferowanie innych ras designerskich takich jak Cavododle czy Cavapoo.